# Pheidole singularis
Pheidole singularis är en myrart som beskrevs av Smith 1863. Pheidole singularis ingår i släktet Pheidole och familjen myror. Inga underarter finns listade i Catalogue of Life.